# Mike Land
Mike Land – amerykański zapaśnik walczący w stylu wolnym. Zajął piąte miejsce na mistrzostwach świata w 1981.  Wicemistrz uniwersjady w 1981. Drugi w Pucharze Świata w 1984 roku.
Zawodnik Valley High School z West Des Moines i Iowa State University. Cztery razy (1975-1979) w finale NCAA Division I, pierwszy w 1978 roku.
Trzy tytuły w Big 8 Conference.
Wicemistrz All-America AAU w 1981 roku.